# Dylan Wang
Dylan Wang (chinês: 王鹤棣, pinyin: Wáng Hè Dì; nascido em 20 de dezembro de 1998), é um ator e cantor de bordo chinês. Ele ganhou destaque por seu papel como Daoming Si na série de televisão de 2018, Meteor Garden, que o projetou à fama na Ásia. Seu papel de destaque veio em 2022, quando atuou em Love Between Fairy and Devil, onde sua interpretação de Dongfang Qingcang recebeu aclamação generalizada.

## Biografia
Dylan Wang nasceu em Leshan, na província de Sujuão, filho de pais que eram funcionários de uma fábrica farmacêutica local. Posteriormente, sua família administrou uma loja de espetinhos fritos. Desde jovem, Wang desenvolveu uma paixão pelo basquete, admirando LeBron James. Aos 14 anos, ele se mudou para Chengdu para frequentar uma escola profissionalizante e, posteriormente, formou-se no Sichuan Southwest Vocational College of Civil Aviation. Durante seu tempo na faculdade, Wang trabalhou como modelo para os cartazes de recrutamento do programa de comissários de bordo. Em 2016, ele se destacou ao se tornar campeão na inaugural Sichuan Campus Celebrity Gala.

## Carreira
Dylan Wang começou sua carreira em junho de 2017, aos 18 anos, ao participar do concurso de talentos Super Idol, transmitido pelo Youku e apresentado por He Jiong. Sua vitória no programa chamou a atenção da produtora de dramas, marcando sua entrada oficial na indústria do entretenimento.
Em 2018, Wang fez sua estreia como ator ao interpretar o papel principal de Daoming Si na série de televisão Meteor Garden, um remake do popular drama taiwanês baseado no mangá japonês Hana Yori Dango escrito por Yoko Kamio. No mesmo ano, ele participou do programa de variedades Phanta City e da competição de basquete de celebridades Super Penguin League. Em outubro, integrou o elenco regular da segunda temporada do reality show The Inn.
Nos anos seguintes, Wang participou de diversas produções. Em 2019, atuou no drama histórico Youth in the Flames of War e foi convidado em vários episódios do reality show Chinese Restaurant 3. Em 2020, foi o protagonista da segunda temporada do drama de fantasia Ever Night, além de ser membro regular do programa cultural The Summer Palace. Em 2021, estrelou a comédia romântica de diferenças de idade The Rational Life e o drama de fantasia Miss the Dragon.
A popularidade de Wang aumentou significativamente em 2022. Em janeiro de 2022, ele se juntou ao grupo de apresentadores do programa de variedades Hello, Saturday, e também participou da segunda temporada do Tencent reality show Wonderland. Wang ganhou destaque com seu papel em Love Between Fairy and Devil, onde interpretou Dongfang Qingcang. O drama se destacou na plataforma iQiyi, alcançando grande sucesso em popularidade. No final de 2022, ele lançou sua marca de moda, D.DESIRABLE. Em 2023, Wang estrelou Unchained Love e a sitcom Never Give Up. Além disso, filmou Guardians of the Dafeng, um drama de fantasia histórica baseado em um webnovel, e participou do drama romântico Only for Love. Ele também participou do jogo de celebridades da NBA All-Star de 2024. Seus trabalhos futuros incluem a série de fantasia histórica Guardians of the Dafeng e o drama criminal Light to the Night.

## Principais Trabalhos

### Cinema
| Ano  | Título em inglês    | Título em chinês | Papel                | Ref.   |
| ---- | ------------------- | ---------------- | -------------------- | ------ |
| 2023 | Look Up and See Joy | 抬头见喜         | Guo Wenhan / Guo Zai | [ 18 ] |
| 2025 | I Dreamed a Dream   | 青春梦           | Didi                 | [ 19 ] |
| 2025 | Per Aspera Ad Astra | 星河入梦         | Xu Tianbiao          | [ 20 ] |

### Séries de televisão
| Ano  | Título em inglês             | Título chinês    | Papel                                 | Ref.          |
| ---- | ---------------------------- | ---------------- | ------------------------------------- | ------------- |
| 2018 | Meteor Garden                | 流星花园         | Daoming Si                            |               |
| 2020 | Ever Night 2                 | 夜 第 2 季       | Ning Que                              |               |
| 2021 | The Rational Life            | 无法恋爱的理智派 | Qi Xiao                               |               |
| 2021 | Miss The Dragon              | 遇龙             | Yuchi Longyan / Long Yuchi / Long Yan |               |
| 2022 | Love Between Fairy and Devil | 苍兰诀           | Dongfang Qingcang                     |               |
| 2022 | Unchained Love               | 浮图缘           | Xiao Duo                              | [ 13 ]        |
| 2023 | Never Give Up                | 今日宜加油       | Bai Mashuai                           |               |
| 2023 | Youth in the Flames of War   | 战火中的青春     | Cheng Jiashu                          |               |
| 2023 | Only for Love                | 以爱为营         | Shi Yan                               |               |
| 2024 | Guardians of the Dafeng      | 大奉打更人       | Xu Qi'an                              |               |
| ASA  | Light to the Night           | 黑夜告白         | Ran Fangxu                            | [ 17 ]        |
| ASA  | Live Long and Prosper        | 咸鱼飞升         | Song Qianji                           | [ 21 ] [ 22 ] |

### Principais Programas de TV e Realities Shows
| Ano            | Título                           | Em Mandarim        | Observação |
| -------------- | -------------------------------- | ------------------ | --- |
| 2017           | Super Idol                       | 超次元偶像         | Vencedor do Programa. Foi sua Grande Estreia. Ganhou o Papel de Daoming Si em Jardim de Meteoros. |
| 2018/2019/2020 | Acampamento Feliz (Happy Camp)   | 快乐大本营         | Convidado 7 vezes para este show de variedades comandado por He Jiong que é tido como o programa de maior audiência em toda a China. |
| 2018/2020      | Primeiro Dia                     | 天天 向上          | Convidado 2 vezes a este que é um dos mais famosos e populares programas de entrevista da China - comandado por Wang Han, Da Zhang Wei, Qian Feng e Wang Yi Bo. |
| 2018           | Phanta City (Cidade das Ilusões) | 幻 乐 之 城        | Dylan Wang e os protagonista de Jardim de Meteoros participaram do 5° Episódio, performando a apresentação Conto de Fadas. O programa criou um palco performático envolvente, tendo como forma principal a performance musical, os convidados forneceram inspiração, profissionais integraram a criação e, por fim, concluíram um conto musical. |
| 2018 e 2020    | Super Penguin League             | 超级 企鹅 联盟     | O Super Penguin Basketball All-Star Game realizado em 2018 e 2020 - é um jogo de basquete de exibição que envolve as celebridades chinesas mais famosas e ex-lendas da NBA. |
| 2018           | The Inn - 2ª temporada           | 亲爱的·客栈2       | No show de variedades, um casal vai gerir uma pousada com uma companhia de amigos como convidado durante 20 dias. |
| 2019           | Restaurante Chinês 3ª temporada  | 中 餐厅 3          | Dylan Wang participou de 3 episódios. Os membros do elenco trabalham juntos para administrar o restaurante chinês em Taormina, Itália. |
| 2019           | Super Nova Games 2ª temporada    | 超新星全运会第二届 | Neste programa os ídolos participam de competições esportivas em Xangai. |
| 2020           | Jovem para Sempre                | 热闹 少年          | Os jovens membros do elenco serão agrupados em grupos com He Jiong, Xie Na e Li Weijia. Eles viajarão para vários lugares com características únicas e cumprirão missões e desafios |
| 2020           | Ei! O que você está fazendo?     | 嘿！你在干嘛呢？   | Na esteira do coronavírus, os anfitriões do "Happy Camp" mostram o que estão fazendo em casa por meio de vlogs gravados por eles mesmos. Dylan Wang foi o convidado especial do episódio 4. |
| 2020           | Palácio de Verão                 | 我在颐和园等你     | O Palácio de Verão, conhecido como "Museu do Jardim Real", possui uma longa herança cultural, neste show de variedades, o palácio também é exibido aos poucos, permitindo que você veja um Palácio de Verão diferente. |
| 2020           | O Irresistível                   | 元气 满满 的 哥哥  | Com Wu Xin servindo como o anfitriã principal, os membros são divididos em duas equipes. A equipe de Didi (irmão mais novo) inclui Yang Yang (capitão), Chen Xue Dong, Justin Huang, Dylan Wang e Wang Yan Lin. O show destaca o contraste entre diferentes gerações de pessoas.                                                                 |

### Discografia
| Ano  | Nome Internacional                | Nome em Português                    | Observação |
| ---- | --------------------------------- | ------------------------------------ | --- |
| 2017 | We Are Dreamers                   | Somos Sonhadores                     | Música tema do Super Idol - cantor principal é Li Xi Zi; rappers são: Dylan Wang e Ma Si Chao Kido.                       |
| 2018 | For You                           | Por Você                             | Música tema de Jardim de Meteoros OST - Dylan Wang, Caesar Wu, Darren Chen e Connor Leon.                                 |
| 2018 | Don't even have to think about it | Não Precisa Pensar Sobre Isso        | Jardim de Meteoros OST - Dylan Wang é o intérprete solo.                                                                  |
| 2018 | Extremely Important               | Extremamente Importante              | Jardim de Meteoros OST - Dylan Wang é o intérprete solo.                                                                  |
| 2018 | Never Through of                  | Eu Nunca Imaginei                    | Jardim de Meteoros OST - É o Cantor Principal. Canta juntamente com Caesar Wu, Darren Chen e Connor Leon.                 |
| 2018 | Going Crazy Thinking about You    | Estou Enlouquecendo Pensando em Você | Jardim de Meteoros OST - Caesar Wu é o interprete principal. Dylan Wang cantou junto com ele em alguns shows e programas. |
| 2018 | Create Memories                   | Criando Memórias                     | Jardim de Meteoros OST - É o Cantor Principal. Canta juntamente com Caesar Wu, Darren Chen e Connor Leon.                 |
| 2019 | Magical Chinese Character         | Personagem Chinês Mágico             | Cantada por: Dylan Wang, Justin, Azora Chin, Hu Yi Tian e Tong Zhou.                                                      |
| 2019 | Miss Me                           | Sinta minha Falta                    | Cantada por: Dylan Wang.                                                                                                  |
| 2020 | Don't Blame                       | Não me Culpe                         | Dylan Wang e Ireine Song - Música tema de Ever Night 2.                                                                   |

#### Principais Prêmios
| Ano  | Prêmiação                                        | Categoria                            | Resultado |
| ---- | ------------------------------------------------ | ------------------------------------ | --------- |
| 2016 | Festival Sichuan Campus Red - China              | Campeão Regional das Escolas         | Vencedor  |
| 2017 | Huabei Super Idol - China                        | Super Idol Ultimate                  | Vencedor  |
| 2019 | 2018–2019 Golden Data Entertainment Award - Asia | Ator Revelação Mais Influente do Ano | Vencedor  |
| 2020 | 5° Festival de Series de TV - China              | Melhor Ator                          | Indicado  |